# Закон Смута — Гоулі про мита

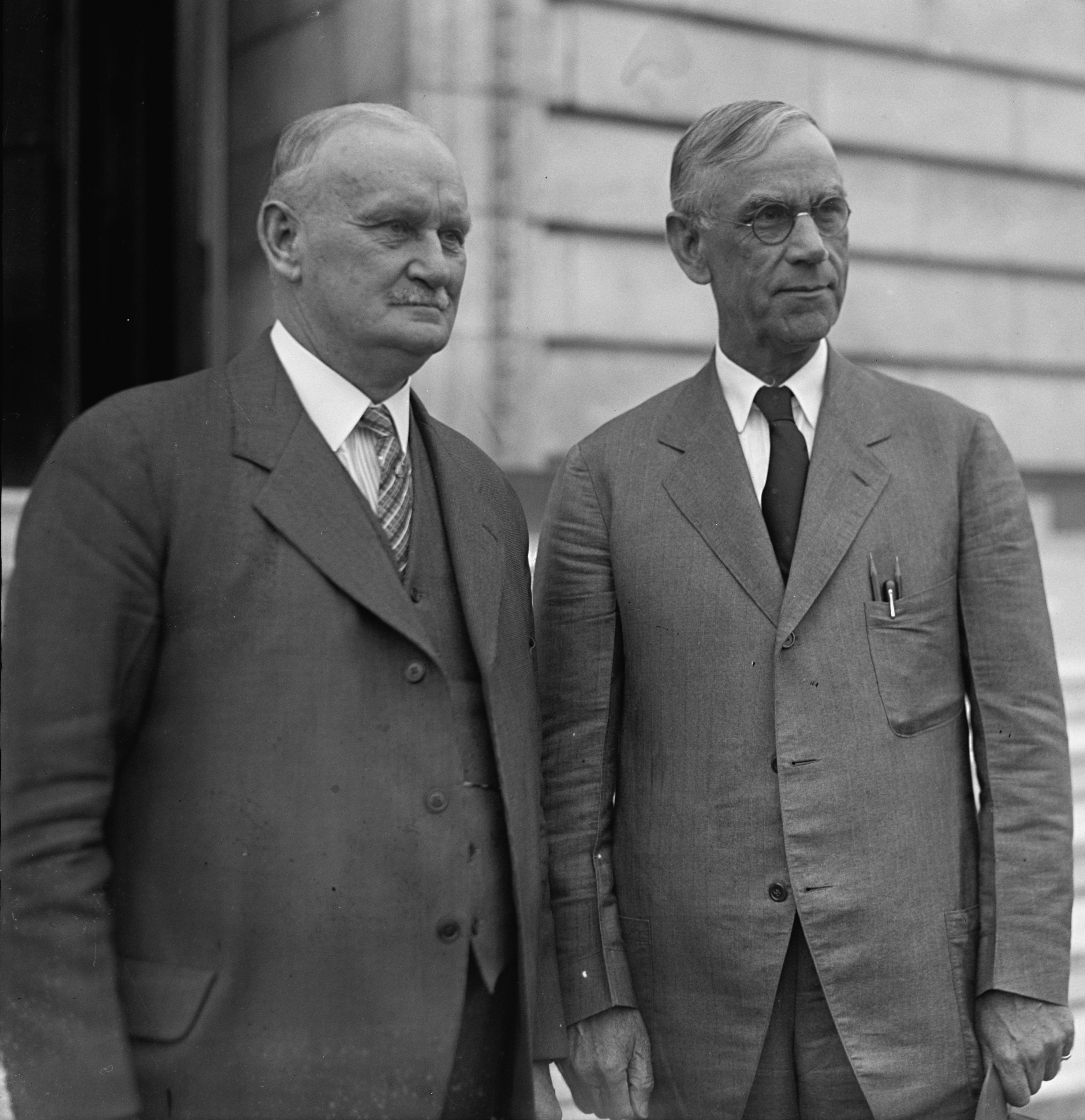
Вілліс К. Гоулі (ліворуч) та Рід Смут в квітні 1929 року, незадовго до того, як закон Смута-Гоулі про мита пройшов Палату Представників.

Зако́н Сму́та — Го́улі про ми́та (англ. Smoot-Hawley Tariff Act) — федеральний закон, підписаний 17 червня 1930 року, що різко підвищив митні тарифи США на більш ніж 20 000 видів імпортованих товарів до рекордних рівнів. У Сполучених Штатах 1028 економістів поставили підписи під відкритим зверненням проти цього закону. Після того, як закон набрав чинності, багато країн відповіли запровадженням мита на американські товари, що призвело до двократного падіння обсягів експорту та імпорту в Сполучених Штатах. На думку багатьох економістів, закон Смута — Гоулі став каталізатором згортання торгівлі між США та Європою з високого рівня 1929 року до депресивного в 1932 році, що сприяло розвитку Великої Депресії.
Вважається найбільш протекціоністським серед ухвалених Конгресом і затверджених президентом.